# Szirti rigó
A szirti rigó  (Chaetops frenatus) a madarak osztályának verébalakúak (Passeriformes) rendjébe és a szirtirigófélék (Chaetopidae) családjába tartozó faj.

## Rendszerezése
A fajt Coenraad Jacob Temminck holland arisztokrata és zoológus írta le 1826-ban a Malurus nembe Malurus frenatus néven.

## Előfordulása
A Dél-afrikai Köztársaság területén honos. Természetes élőhelyei a szubtrópusi és trópusi magaslati cserjések és mediterrán típusú cserjések. Állandó, nem vonuló faj.

## Megjelenése
Testhossza 25 centiméter, testtömege 54–60 gramm. Farka fekete és fehér a vége, feje és szárnyai szürkék. Fején fehér bajusz található. Hasa és fara barna. Lábai erősek. Szeme piros.

## Életmódja
Főleg ízeltlábúakkal táplálkozik, de hüllőket és kétéltűeket is fogyaszt. Táplálékát a földön kapirgálva keresi.

## Szaporodása
A szülőknek minimum 3 besegítője van. Szaporodási időszaka július-szeptember között van. A fészekalja 2 tojásból áll, melyet mindkét szülő költ 19-21 napon keresztül, de néha a  besegítők is költik kis ideig a tojásokat. A fiókák 18-21 nap után hagyják el a fészket, de ebben benne van hogy 5 nap alatt tanulnak meg repülni. 3 hétig még a szülők területén vannak, mielőtt teljesen önállók lennének.

## Természetvédelmi helyzete
Az elterjedési területe még nagy, de csökken, egyedszáma is csökken. A Természetvédelmi Világszövetség Vörös listáján nem fenyegetett fajként szerepel.